# Jakub Zaryński
Jakub Zaryński (ur. w Świnoujściu) – polski ekspert do spraw public relations i corporate affairs, scrabblista, uczestnik  popularnych teleturniejów, członek Polskiego Stowarzyszenia Public Relations. Absolwent kierunków politologia i filologia romańska na Uniwersytecie Szczecińskim i Uniwersytetu w Liège.

## Występy w teleturniejach
- Jeden z dziesięciu – zwycięstwa w odcinkach 51. i 68. edycji programu z kwalifikacją do Wielkiego Finału, w tym jedno zwycięstwo (46. edycja)[3][4].
- Wielki Poker – zwycięstwo w odcinku 1. edycji programu z kwalifikacją do Wielkiego Finału[3].
- Daję słowo – jedno zwycięstwo[2].
- Oto jest pytanie – jedno zwycięstwo[2].
- Dzieciaki górą! – zwycięstwo drużynowe w odcinku 1. edycji programu[3].
- Czy jesteś mądrzejszy od 5-klasisty? – wygrana w odcinku 2. edycji programu[3].
- Milionerzy – uczestnictwo[5].
- Awantura o kasę - uczestnictwo

## Scrabble
- Mistrzostwo Polski: 2023[6]
- Puchar Polski: 2022[7]
- Klubowe Mistrzostwo Polski: 2019[8]
- Zwycięstwo w turniejach rankingowych Polskiej Federacji Scrabble w Kętach (2020[9]), Gliwicach (2018[10]) i Jaworznie (2018[11])
- Triumfator Memoriału Grzegorza Miecugowa w Scrabble (Wrocław, 2018[12][13][14])